# Duellmanohyla uranochroa
Duellmanohyla uranochroa (Red-eyed Stream Frog) là một loài ếch trong họ Nhái bén.
Nó được tìm thấy ở Costa Rica và Panama.
Các môi trường sống tự nhiên của chúng là các khu rừng ẩm ướt đất thấp nhiệt đới hoặc cận nhiệt đới, các khu rừng vùng núi ẩm nhiệt đới hoặc cận nhiệt đới, và sông.

## Hình ảnh

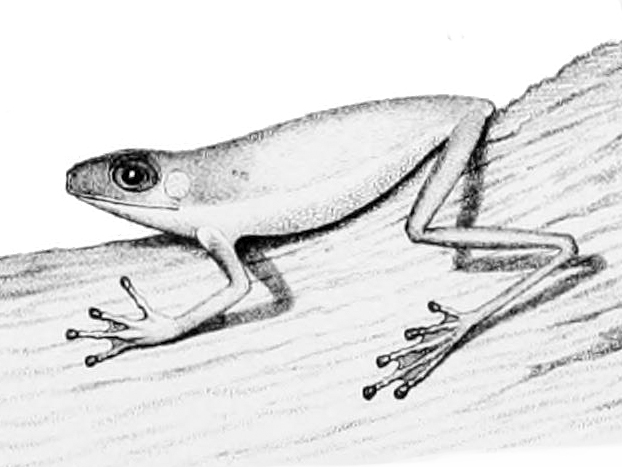